# Arzneimittel animalischer Herkunft im Kleinen Destillierbuch
Diese Liste enthält Arzneimittel tierischen Ursprungs, die im Kleinen Destillierbuch aufgeführt sind.
| Blatt | Name und Beschreibung im Kleinen Destillierbuch | Wirkungs- bzw. Indikationsangaben im Kleinen Destillierbuch. ----- Quellen. | Aktuelle Nomenklatur     | Abbildungen |
| ----- | --- | --- | ------------------------ | ----------- |
| 046r  | Ameisen (emeissen) und ihre Eier (eiger) | Ameisen und ihre Eier. A Fell und Flecken der Augen. Eier. A Macht taube Ohren hören. Ohrensausen. | Formicidae               |             |
| 057r  | Bienen-Honig (hunig) | A Macht lange hübsche Haare - B Gut für die Augen - C Fell in den Augen - D Wüste unreine Schäden - E Macht Fleisch in den Schäden wachsen - F Brant - G Pestilentz. | Apis mellifera           |             |
| 111r  | Bienen-Waben (tröster) | A Macht Haare wachsen. | Apis mellifera           |             |
| 021r  | Blut von den wilden Enten (antfögel) | A Harnwegsstein - B Grieß in Lende und Blase. | Anitidae                 |             |
| 045v  | Blut vom Esel | A Harnwegs-Stein - B Grieß in der Lende. | Equus asinus asinus      |             |
| 040r  | Blut vom Dachs | A Pestilentz. | Meles meles              |             |
| 028r  | Blut vom Geißbock | A Harnwegs-Stein und -Grieß. ----- A = Gart der Gesundheit. Mainz 1485, Kapitel 142 | Capra spec.              |             |
| 067v  | Blut des Hausrind-Kalbes – Blut und Lunge des Hausrind-Kalbes - Leber des Hausrind-Kalbes (kalbs blut – kalbs blut und kalbs lungen - kalbs leber) | Blut. A Schwinden der Glieder, Paralis der Glieder - B Stärkt Glieder und Geäder. Blut und Lunge. A Schwinden der Glieder. Leber. Schwinden der Glieder. | Bos primigenius taurus   |             |
| 077r  | Blut des Menschen (Blut eines 30jährigen Sanguinikers)                                                                                             | A Schwinden eines Glieds - B Lungen-Schwindsucht - C Macht Haar wachsen (Brunschwig erwähnt „Johannes rubicissus“ ) - D Fisteln. | Homo sapiens             |             |
| 087r  | Blut vom Ochsen | A Gesücht und Weh - B Podagra. | Bos primigenius taurus   |             |
| 099v  | Blut vom Schwein | A Pestilentz. | Sus scrofula domestica   |             |
| 021r  | Elster (atzel, hetz … ist ein gemeyn vogel wyß vnd schwartz)                                                                                       | Junge Elster. A St. Antonien Feuer - B Flecken und Fell der Augen, Rötung der Augen. ----- B Bewährt von einem alten Straßburger Arzt. | Pica pica                |             |
| 050r  | Frosch und Froscheier (frösch – frösch rogen) | Frösche. A Gesücht. Frosch-Eier. A Hitziger Schaden. | Pelophylax esculentus    |             |
| 091r  | Galle des Rindes (rinds gallen) | A Fell und Flecken der Augen - B Panaritium am Finger (ungenannter Wurm). ----- A = Heidelberg. Cpg 226. Elsass 1459-1469, Blatt 104v | Bos primigenius taurus   |             |
| 069r  | Hahn, beschnittener (kappen) | A Kräftigung von Körper und Geist - B Appetitanregend, stärkt den Leib, treibt Sucht vom Herzen - C Macht ein lauteres Angesicht. ----- A, B = Gart der Gesundheit. Mainz 1485, Kapitel 211 ----- A = Heidelberg. Cpg 226. Elsass 1459-1469, Blatt 105r | Gallus gallus domesticus |             |
| 060r  | Hirschhorn (hyrtz horn) | A Verstellt die Monatsblutung. A = Beobachtung von „Junker Matheus von Burn“. | Cervus elaphus           |             |
| 060r  | Huhn (hennen) | A Für schwer Erkrankte und Verzehrte. ----- A = Heidelberg. Cpg 226. Elsass 1459-1469, Blatt 105r = Gart der Gesundheit. Mainz 1485, Kapitel 211 | Gallus gallus domesticus |             |
| 046v  | Huhn, Eiweiß und Eierdotter vom Huhn (eigerwyß – eiger dutter)                                                                                     | Eiweiß. A Fell der Augen, langdauernde Augenerkrankung - B Macht ein lauteres Gesicht - C Macht weiße Hände. Eidotter. A Flecken und Masen im Angesicht. | Gallus gallus domesticus |             |
| 067r  | Kot des Hausrindes (küe treck) | A Schön - B Bauch-Grimmen - C Geschwer - D Böse Blottern - E Geschwulst - F Nacht-Und-Tag-Schüß - G Brant - H Macht - nach dem Bad eingestrichen - weiße lautere Haut - I Böse Löcher an den Beinen - K Pestilentz. ----- A, C = Büchlein von den ausgebrannten Wässern ----- A, C, D, E, F = Gart der Gesundheit. Mainz 1485, Kapitel 81 | Bos primigenius taurus   |             |
| 077v  | Kot (bocht) des Menschen | A Verbrennung - B Fluss und Fell der Augen - C Macht das Haar wachsen - auch innerlich genommen zu manchen Krankheiten gut - D Böse Geschwer am Bein - E Probe mit glühendem Eisen - F Furchtsame Träume - G Macht Rötung des Gesichts weiß - H Wasser aus den im Kot gewachsenen Würmern macht lauter schönes Angesicht - I Menschen-Blut-Wasser und Menschen-Kot-Wasser über den Rückständen destilliert gut für Lähmung und Verlust des Sprechvermögens. ----- B = Frankfurt. Ms. germ. qu. 17. Elsass 1. Viertel 15. Jh. Blatt 346rb | Homo sapiens             |             |
| 068r  | Krebs | A Macht Fleisch wachsen am schwindenden Glied - B Parlis - C Brant. | Astacus astacus          |             |
| 058v  | Magen des Huhns (hoiner magen) | A Augen-Rötung und -Verletzung. | Gallus gallus domesticus |             |
| 051r  | Milch der Hausziege (geiß milch) | A Pestilentz - B Rüsamen im Antlitz - C Bauch-Grimmen - D Ausfluss der Frauen. | Capra aegagrus hircus    |             |
| 067v  | Milchrahm des Hausrindes (küe milchrom) | A Bauch-Grimmen. | Bos primigenius taurus   |             |
| 080v  | Maiwurm, schwarzer (meilander würm) | A Rysamen unter den Augen. | Meloe proscarabeus       |             |
| 079r  | Mücken, gemeine (mucken oder flügen) | A Flecken und Fell der Augen - B Macht schöne lange Haare wachsen. ----- B „Probatum per magistrum Nicilaum de nürenberg.“ | Nematocera               |             |
| 095v  | Regenwürmer | A Verstellt das Gliedwasser in den Wunden - B Heilt verhauene Adern in den Wunden - C Macht Fleisch in Wunden wachsen - D Mit Campfer gegen Augenweh - E Heilt Durchstiche an den Därmen oder sonst wo - F Geronnenes Blut - G Heilt Beinbrüche zusammen. | Lumbricidus terrestris   |             |
| 105r  | Schnecken (rotfarben erdschnecken, die vff den wasechten wegen funden werden, so es regnet)                                                        | A Kregen Augen - B Warzen an den Händen - C Härtet Eisen zu Stahl. | Gastropoda               |             |
| 099v  | Störche, junge | A Gesücht. | Ciconiidae               |             |